# العلاقات الغانية الناوروية
العلاقات الغانية الناوروية هي العلاقات الثنائية التي تجمع بين غانا وناورو.

## مقارنة بين البلدين
هذه مقارنة عامة ومرجعية للدولتين:
| وجه المقارنة                                              | غانا         | ناورو                          |
| --------------------------------------------------------- | ------------ | ------------------------------ |
| المساحة (كم2)                                             | 238.53 ألف   | 21                             |
| عدد السكان (نسمة)                                         | 26.91 مليون  | 10.08 ألف                      |
| الكثافة السكانية (ن./كم²)                                 | 112.82       | 48.00 ألف                      |
| العاصمة                                                   | أكرا         | ضاحية يارين                    |
| اللغة الرسمية                                             | لغة إنجليزية | اللغة الناورونية، لغة إنجليزية |
| العملة                                                    | سيدي غاني    | دولار أسترالي                  |
| الناتج المحلي الإجمالي (بليون دولار)                      | 47.33 مليار  | 113.88 مليون                   |
| الناتج المحلي الإجمالي (تعادل القوة الشرائية) بليون دولار | 115.41 مليار | 162.98 مليون                   |
| الناتج المحلي الإجمالي الاسمي للفرد دولار أمريكي          | 1.37 ألف     | 9.83 ألف                       |
| الناتج المحلي الإجمالي للفرد دولار أمريكي                 | 4.08 ألف     |                                |
| مؤشر التنمية البشرية                                      | 0.579        |                                |
| رمز المكالمات الدولي                                      | +233         | +674                           |
| رمز الإنترنت                                              | .gh          | .nr                            |
| المنطقة الزمنية                                           | 00           | ت ع م+12:00                    |

## منظمات دولية مشتركة
يشترك البلدان في عضوية مجموعة من المنظمات الدولية، منها:
| علم المنظمة | اسم المنظمة                                 | تاريخ انضمام غانا | تاريخ انضمام ناورو |
| ----------- | ------------------------------------------- | ----------------- | ------------------ |
|             | يونسكو                                      | 11 أبريل 1958     | 17 أكتوبر 1996     |
|             | منظمة حظر الأسلحة الكيميائية                | ?                 | ?                  |
|             | الاتحاد البريدي العالمي                     | ?                 | ?                  |
|             | منظمة الشرطة الجنائية الدولية               | ?                 | ?                  |
|             | الأمم المتحدة                               | 8 مارس 1957       | 14 سبتمبر 1999     |
|             | الاتحاد الدولي للاتصالات                    | 17 مايو 1957      | 10 يونيو 1969      |
|             | مجموعة دول أفريقيا والكاريبي والمحيط الهادئ | ?                 | ?                  |
|             | دول الكومنولث                               | ?                 | ?                  |

## وصلات خارجية
- موقع وزارة الخارجية الغانية